# Società Sportiva Barletta 1967-1968
Questa pagina raccoglie le informazioni riguardanti la Società Sportiva Barletta nelle competizioni ufficiali della stagione 1967-1968.

## Rosa
| N. |                   | Ruolo | Calciatore        |
| -- | ----------------- | ----- | ----------------- |
|    | Italia (bandiera) | C     | Mario Brugnerotto |
|    | Italia (bandiera) | A     | Claudio Cadamuro  |
|    | Italia (bandiera) | C     | Cecchetto         |
|    | Italia (bandiera) | C     | Alberto Corazza   |
|    | Italia (bandiera) | C     | Giuseppe Rinaldi  |
|    | Italia (bandiera) | D     | Savino Di Paola   |
|    | Italia (bandiera) | C     | Flavio Dolci      |
|    | Italia (bandiera) | D     | Stefano Faraone   |
|    | Italia (bandiera) | A     | Rolando Gramoglia |

| N. |                   | Ruolo | Calciatore           |
| -- | ----------------- | ----- | -------------------- |
|    | Italia (bandiera) | D     | Angelo Milillo       |
|    | Italia (bandiera) |       | Morè                 |
|    | Italia (bandiera) | C     | Francesco Paolillo   |
|    | Italia (bandiera) | P     | Espartero Piacentini |
|    | Italia (bandiera) | C     | Pietro Scandola      |
|    | Italia (bandiera) | C     | Benito Scarpa        |
|    | Italia (bandiera) | A     | Giuseppe Taluzzi     |
|    | Italia (bandiera) | D     | Luigi Tresoldi       |
|    | Italia (bandiera) | A     | Sergio Zanello       |